# Circle Chart
La Circle Chart (써클차트?), nota fino a metà 2022 come Gaon Chart (가온 차트?), è la classifica discografica nazionale della Corea del Sud, compilata dalla  Korea Music Content Association e sponsorizzata dal Ministero della cultura, dello sport e del turismo sudcoreano, che l'hanno lanciata nel 2010.

## Storia

Logo precedentemente in uso (2010–2022)

La classifica è stata creata dalla Korea Music Content Association con la sponsorizzazione del Ministero della cultura, dello sport e del turismo sudcoreano con lo scopo di creare una classifica nazionale per la Corea simile a quelle di Billboard o della Oricon. Ha iniziato a tracciare le vendite dei dischi dall'inizio del 2010 ed è stata ufficialmente lanciata sotto il nome di Gaon Chart (dall'avverbio "ga-unde", 가운데?; lett. "al centro") nel febbraio dello stesso anno con una cerimonia tenutasi il 23 febbraio al Westin Chosun Hotel di Seul. Il lancio è stato accompagnato da una cerimonia di premiazione su piccola scala, durante la quale al girl group Girls' Generation è stato consegnato il premio di artista del mese di gennaio e alla boy band Super Junior quello di miglior album del 2009, mentre We Fell in Love di Jo Kwon e Ga-in ha ricevuto il titolo di suoneria per cellulare della settimana. A febbraio 2011, sono state pubblicate le informazioni sulle vendite online e tradizionali degli album del 2010.
Il 7 luglio 2022 ha cambiato nome in Circle Chart, ponendosi l'obiettivo di diventare una classifica K-pop globale e firmando partnership con YouTube, TikTok, Spotify e Apple Music per raccogliere dati sull'ascolto della musica coreana nel mondo, da aggregare a quelli già forniti dalle piattaforme nazionali come Melon, Genie, Bugs, Flo e Vibe. Quello stesso giorno ha lanciato la Global K-pop Chart, che classifica le canzoni K-pop più streammate a livello mondiale, e ha iniziato a pubblicare le vendite settimanali degli album, precedentemente conteggiate dalla Hanteo Chart.
Il 22 agosto 2023 ha annunciato che dal 2024 avrebbe smesso di considerare le riproduzioni musicali effettuate con il volume disattivato, pari al 7% degli ascolti totali medi settimanali, nella compilazione delle classifiche.

## Classifiche musicali
In base al tipo di classifica, i dati vengono forniti in formato orario, giornaliero, settimanale, mensile, semestrale e/o annuale. Il monitoraggio settimanale avviene dal mezzogiorno della domenica alle 11:59 del sabato, con pubblicazione alle 11 del giovedì seguente.

### Classifiche dei brani musicali
| Nome               | Dati raccolti                               | Posizioni | Descrizione |
| ------------------ | ------------------------------------------- | --------- | --- |
| Global K-pop Chart | streaming                                   | 200       | - Classifica le canzoni K-pop più ascoltate nel mondo                                                                               |
| Digital Chart      | download + streaming + musica di sottofondo | 200       | - Classifica le canzoni più popolari in Corea del Sud                                                                               |
| Download Chart     | download                                    | 200       | - Classifica le vendite di download digitali in Corea del Sud - Una delle quattro componenti della Digital Chart                    |
| Streaming Chart    | streaming                                   | 200       | - Classifica gli streaming sulle piattaforme di musica digitale in Corea del Sud - Una delle quattro componenti della Digital Chart |
| BGM Chart          | musica di sottofondo                        | 200       | - Classifica le vendite di musica di sottofondo in Corea del Sud - Una delle quattro componenti della Digital Chart                 |
| V Coloring Chart   | video                                       | 100       | - Classifica i video più usati sull'app V Coloring in Corea del Sud - Una delle quattro componenti della Digital Chart              |

### Classifiche degli album
| Nome               | Posizioni | Descrizione |
| ------------------ | --------- | --- |
| Album Chart        | 100       | - Classifica gli album in base al volume distribuito ai negozi, separati per formato (cassette, LP, CD, USB, Kit, ecc.) |
| Retail Album Chart | 50        | - Classifica gli album più venduti nei negozi al dettaglio, separati per formato (cassette, LP, CD, USB, Kit, ecc.)     |

### Altre classifiche musicali
| Classifica         | Posizioni | Descrizione                                                                  |
| ------------------ | --------- | ---------------------------------------------------------------------------- |
| Bell Chart         | 100       | - Classifica le suonerie dei gestori di telefonia mobile della Corea del Sud |
| Ring Chart         | 100       | - Classifica le suonerie dei gestori di telefonia mobile della Corea del Sud |
| Singing Room Chart | 200       | - Classifica le canzoni più eseguite nei noraebang                           |

## Classifiche social
La Social Chart 2.0 è una classifica settimanale lanciata nel luglio 2013 che elenca i cinquanta artisti K-pop più popolari usando i dati di YouTube, V Live, Mubeat e Mycelebs. Dal 1º giugno 2021 incorpora anche TikTok.
La Gaon Weibo Chart è stata una classifica settimanale che, dal giugno 2014 al luglio 2017, ha indicato i dieci gruppi e i trenta solisti K-pop più popolari in Cina usando i dati di Weibo.

## Certificazioni
Nell'aprile 2018 sono state introdotte le certificazioni delle vendite di dischi musicali per album, download e streaming pubblicati dal 1º gennaio 2018 compreso. Le certificazioni agli album vengono assegnate in base alle cifre delle spedizioni fornite dalle case discografiche e dai distributori. Le certificazioni ai download e agli streaming sono attribuite alle canzoni in base ai dati forniti dai provider di musica digitale.

### Album
| Soglie per certificazione | Soglie per certificazione | Soglie per certificazione | Soglie per certificazione | Soglie per certificazione |
| Platino                   | 2× Platino                | 3× Platino                | Million                   | 2× Million                |
| ------------------------- | ------------------------- | ------------------------- | ------------------------- | ------------------------- |
| 250 000                   | 500 000                   | 750 000                   | 1 000 000                 | 2 000 000                 |

### Download
| Soglie per certificazione | Soglie per certificazione | Soglie per certificazione | Soglie per certificazione |
| Platino                   | 2× Platino                | 3× Platino                | Diamante                  |
| ------------------------- | ------------------------- | ------------------------- | ------------------------- |
| 2 500 000                 | 5 000 000                 | 7 500 000                 | 10 000 000                |

### Streaming
| Soglie per certificazione | Soglie per certificazione | Soglie per certificazione | Soglie per certificazione |
| Platino                   | 2× Platino                | 3× Platino                | Billion                   |
| ------------------------- | ------------------------- | ------------------------- | ------------------------- |
| 100 000 000               | 200 000 000               | 300 000 000               | 1 000 000 000             |

## Premi
Nel 2012 è stata lanciata una cerimonia di premiazione per i professionisti dell'industria musicale sudcoreana, con categorie dedicate non solo ai cantanti, ma anche a produttori, distributori, compositori, parolieri, coreografi e stilisti. Vengono assegnati, tra gli altri, quattro riconoscimenti come Album dell'anno (uno per trimestre di pubblicazione) e dodici statuette come Canzone dell'anno (una per mese). I vincitori sono determinati dai dati di vendita raccolti dalla classifica.